# Fort Payne
Fort Payne – miasto w Stanach Zjednoczonych, w stanie Alabama, stolica hrabstwa DeKalb.

## Demografia
W 2008 liczyło 14 183 mieszkańców. W 2023 liczba mieszkańców wzrosła do 14 957 osób, a gęstość zaludnienia do 103,2 osoby/km².